# SMS Breslau (1911)
El SMS Breslau fue un crucero ligero (Kleiner Kreuzer  en alemán) de la clase Magdeburg perteneciente a la Armada imperial alemana, botado el 16 de mayo de 1911 y dado de alta en 1912. El buque fue transferido a la Armada del Imperio otomano en agosto de 1914, como incentivo para que los otomanos se unieran a las potencias centrales en la Primera Guerra Mundial. El buque fue renombrado Midilli y sirvió junto al otro buque transferido a la armada otomana, el crucero de batalla SMS Goeben. El Breslau impactó contra cinco minas y se hundió en enero de 1918, con la pérdida de la mayor parte de su tripulación.

## Historial de servicio

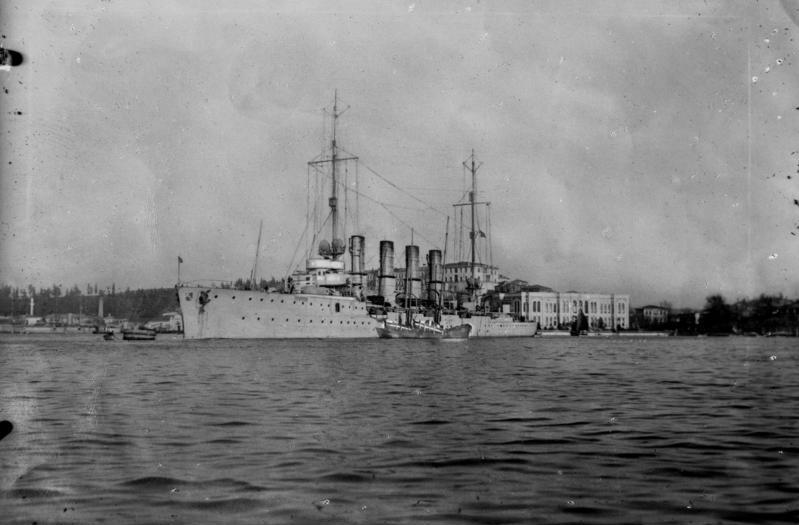
El Breslau con la bandera turca y con su nuevo nombre Midilli.

En 1912 el Breslau fue destinado a la Mittelmeerdivision (división del Mediterráneo) junto con el crucero de batalla SMS Goeben bajo el mando del Almirante Wilhelm Souchon.  Al romperse las hostilidades de la Primera Guerra Mundial, el SMS Breslau y el SMS Goeben partieron de Pola, en Istria, a bloquear el transporte de tropas francesas entre Argelia y Francia, aunque debido a la concentración de buques británicos y franceses el Breslau solo tuvo éxito en el bombardeo de embarcaciones en el puerto de Bône el 4 de agosto de 1914.
La persecución del Goeben y del Breslau por la Flota británica del Mediterráneo duró hasta el 10 de agosto, cuando los dos buques cruzaron a través de los Dardanelos con rumbo a Constantinopla, donde fueron oficialmente transferidos a la Armada otomana. El Breslau fue renombrado  Midilli, nombre turco de la isla de Lesbos en el Egeo, aunque mantuvo su tripulación original alemana.

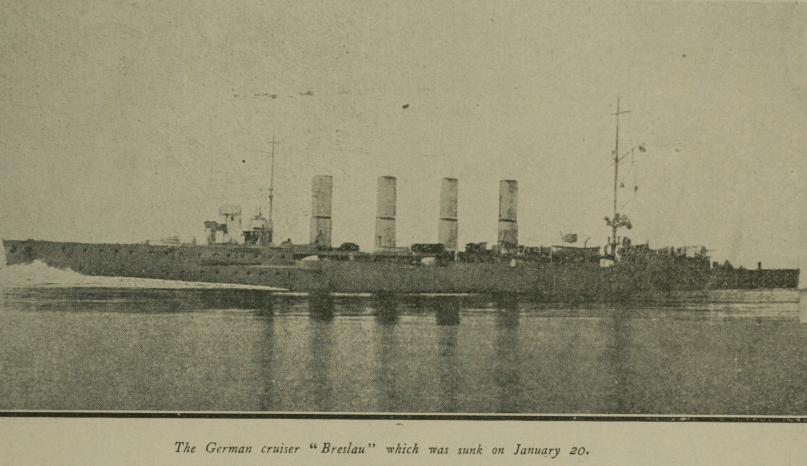
SMS Breslau.

El resto de la contienda, el Breslau operó conjuntamente con el Goeben en el mar Negro. El 19 de enero de 1918 el Breslau y el Goeben volvieron a cruzar los Dardanelos para enfrentarse a la flotilla de la Royal Navy que tenía la misión de interceptarlo si abandonaba el Mar Negro. Los buques otomanos, fuera del alcance de sus oponentes, hundieron dos monitores, los  HMS M28 y HMS Raglan, pero en la ruta de retorno se internaron en una zona minada cerca de la isla de Imbros, y el Breslau impactó contra cinco de ellas, hundiéndose rápidamente con la pérdida de 330 vidas. El Goeben, aunque resultó dañado, embarrancó y pudo escapar tras ser liberado por el Turgut Reis.
El que años después llegaría a ser gran almirante Karl Dönitz sirvió en este buque como alférez.